# Wayne megye (Utah)
Wayne megye az Amerikai Egyesült Államokban, azon belül Utah államban található. Megyeszékhelye és legnagyobb városa Loa. Lakosainak száma 2486 fő (2020. április 1.). Wayne megye Emery, Garfield, Piute, San Juan, Sevier és Grand megyékkel határos.

## Népesség
A megye népességének változása:
| Lakosok száma | 2767 | 2764 | 2736 | 2747 | 2692 | 2486 |
|               | 2010 | 2011 | 2012 | 2013 | 2015 | 2020 |